# Бифуркационная память
Бифуркацио́нная па́мять — обобщённое название специфических особенностей поведения динамической системы вблизи бифуркации.
Явление известно также под названиями «затягивание потери устойчивости» («stability loss delay for dynamical bifurcations»), «дефектная бифуркация» («imperfect bifurcation»), «решения-утки» и «призрачный аттрактор» («ghost attractor»).

## Общие замечания
Сущность эффекта бифуркационной памяти (БП) состоит в появлении особого типа переходного процесса. Обычный переходный процесс характеризуется асимптотическим приближением динамической системы из состояния, заданного её начальными условиями, к состоянию, соответствующему её устойчивому стационарному режиму, в области притяжения которого система оказалась. Однако вблизи бифуркационной границы можно наблюдать два типа переходных процессов: проходя через место исчезнувшего стационарного режима динамическая система на время замедляет своё асимптотическое движение, «как бы вспоминая погибшую орбиту», причём число оборотов фазовой траектории в этой области бифуркационной памяти зависит от близости соответствующего параметра системы к его бифуркационному значению, — и лишь затем фазовая траектория устремляется к состоянию, соответствующему устойчивому стационарному режиму системы.
Бифуркационные ситуации порождают в пространстве состояний бифуркационные треки, которые изолируют области необычных переходных процессов (фазовые пятна).Оригинальный текст (англ.)Bifurcation situations generate in state space bifurcation tracks that isolate regions of unusual transition processes (phase spots).Фейгин, 2004
Явления бифуркационной памяти, которые наблюдаются в сингулярно возмущённых уравнениях, можно рассматривать как характерные для тех случаев, когда на некотором отрезке фазовой траектории нарушаются сформулированные в теореме А. Н. Тихонова о предельном переходе достаточные условия устойчивости близости решений возмущённой и невозмущённой систем, но предельный переход выполняется.
В литературных источниках эффект БП связывают с опасными бифуркациями слияния.
Были описаны также двукратные эффекты бифуркационной памяти, которые удалось наблюдать при рассмотрении поведения динамических систем, значения параметров которых выбирались в окрестности либо пересечения бифуркационных границ, либо их близкого расположения.
На прямую связь между «решениями-утками» и «задержкой потери устойчивости» указывали Е. Ф. Мищенко и соавт. , А. И. Нейштадт, Е. А. Щепакина и соавт..
М. И. Фейгин придерживался мнения о сходстве между описанным им вариантом «бифуркационной памяти» и исследованной А. И. Нейштадтом «задержкой потери устойчивости».

## Известные определения
Утверждается, что термин «бифуркационная память»: 
... был введён в работе для описания того, что в параметрическом пространстве при пересечении границы области существования определённого типа решений системы дифференциальных уравнений решения системы сохраняют сходство с уже несуществующим типом решений до тех пор, пока значения изменяемого параметра несильно отличается от граничного значения

В математических моделях, описывающих процессы во времени, этот факт известен как следствие теоремы о непрерывной зависимости решений дифференциальных уравнений (на конечном промежутке времени) от входящих в них параметров, и с этой точки зрения он не является принципиально новым.Атауллаханов и др., 2007

Позже с целью обобщения накопленного опыта исследования было предложено следующее определение: 
Динамика с явлениями бифуркационной памяти — это такой переходный процесс, при котором изменения во времени координат динамической системы происходят с приближением изображающей точки к той области фазового пространства, где прежде располагалось стационарное решение этой же самой динамической системы при близких значениях бифуркационного параметра или же где прежде располагалось стационарное решение сопряжённой с ней редуцированной (базовой, «статической», «вырожденной») системы. Особенность такой динамики выражается главным образом в двух феноменах, наблюдаемых на указанном участке переходного процесса: 1) в локальном уменьшении фазовой скорости и 2) в локальном сходстве фазовой траектории с той, которая характерна для уже не существующего стационарного решения.Москаленко и др., 2019

## История изучения
Наиболее ранним из описанных на эту тему в научной литературе следует признать, наверное, результат, представленный в 1973 году в Докладах АН СССР, — который был получен под руководством академика Л. С. Понтрягина и инициировал затем целый ряд зарубежных исследований математической проблемы, известной как «задержка потери устойчивости».
Исследования сингулярно возмущённых систем привели в конце 1970-х к выявлению «решений-уток» и развитию теории, получившей название «нестандартный анализ». Позднее в работах российских исследователей «решения-уток» рассматриваются как «одномерное медленное интегральное многообразие, „склеенное“ из неустойчивой и устойчивой частей».
Сообщения о явлениях «задержки и памяти» в модифицированной модели ФитцХью—Нагумо были опубликованы в 1980-х, причём с указанием на сходство с явлениями «затягивания потери устойчивости», которые исследовал А. И. Нейштадт примерно в то же время.
Высказано предположение, что ещё в 1961 г. ФитцХью описал явления, которые весьма похожи на БП и что те результаты следует считать наиболее ранними наблюдениями «бифуркационной памяти» в эксперименте. ФитцХью их обозначает словами «квазипороговые феномены», подчёркивая тем самым то обстоятельство, что полученные в его экспериментах результаты существенно отличались от тех, которые обычно наблюдались в экспериментальных работах по физиологии возбудимых тканей и которые были обозначены физиологами как «пороговый эффект» или ответ по принципу «всё или ничего».
Интерес к исследованию странного поведения динамических систем в некоторой области пространства состояний был снова вызван стремлением объяснить нелинейные эффекты, обнаруженные при управлении неустойчивыми на курсе судами (транспортное средство для перевозки по воде) и проявляющиеся в начальной неуправляемости или временном понижении управляемости судном.
Начиная с 2001 г. российские исследователи описывают также разновидность решений, обозначенных как «чёрные лебеди» (англ.: black swans), под которыми понимают «медленное инвариантное многообразие переменной устойчивости».
В дальнейшем аналогичные явления были обнаружены и в биологических системах, описываемых уравнениями с частными производными: в модели Зарницыной—Морозовой—Атауллаханова системы свёртывания крови и в модели Алиева—Панфилова миокарда.

## Актуальность
Актуальность очевидным образом обусловлена желанием предотвратить состояния пониженной управляемости транспортным средством.
В кардиофизике рассматривается специальный вид тахикардий, связанных с феноменом бифуркационной памяти.
Высказана гипотеза, что «жизнь в самой своей сути как раз и является не более чем типичной задержкой потери устойчивости».

### Комментарии
1. ↑  Следует иметь в виду, что термин «ghost attractor» эксплуатируется современными фантастами, имея совсем иной смысл. Следует различать. The Ghost Attractor is an invention of Peter Venkman whose intended function was to lure ghosts and reduce the legwork done by the Ghostbusters. 
http://ghostbusters.wikia.com/wiki/Ghost_Attractor Архивная копия от 20 июня 2013 на Wayback Machine
2. ↑  Следует учитывать, что теорема о непрерывной зависимости решений дифференциальных уравнений до сих пор не доказана для общего случая бесконечномерных систем дифференциальных уравнений - и в этом смысле высказанную в приведённой цитате мысль нужно всё-таки воспринимать лишь как правдоподобную гипотезу.

### Сноски
1. ↑  Мищенко, 1995, Глава 4, с. 147–194.
2. ↑  Нейштадт, 1988, с. 229.
3. ↑  Соболев, 2010, § 8.2. Траектории-утки, с. 109–140.

### Книги
1. ↑  Мищенко Е. Ф., Колесов Ю. С., Колесов А. Ю., Розов Н. Х. Периодические движения и бифуркационные процессы в сингулярно возмущённых системах. — М.: Физматлит, 1995. — 336 p. — ISBN 5-02-015129-7.
2. ↑  Соболев В. А., Щепакина Е. А. Редукция моделей и критические явления в макрокинетике. — М.: Физматлит, 2010. — 320 с. — ISBN 978-5-9221-1269-7.
3. ↑  Shchepakina E., Sobolev V. Black swans and canards in laser and combustion models // Singular perturbation and hysteresis (англ.) / Eds. Mortell M. P., O'Malley R. E., Pokrovskii Al., Sobolev V.. — SIAM, 2005. — 360 p. — ISBN 978-089-87-1597-2.
4. ↑  Клиническая аритмология / Под ред. проф. А. В. Ардашева. — М.: МЕДПРАКТИКА-М, 2009. — 1220 с. — ISBN 978-5-98803-198-7. Архивировано 29 октября 2013 года.
5. ↑  Moskalenko A. Tachycardia as “Shadow Play” // Tachycardia (англ.) / Takumi Yamada, editor. — Croatia: InTech, 2012. — P. 97—122. — 202 p. — ISBN 978-953-51-0413-1. Архивировано 8 мая 2013 года.

### Статьи
1. 1 2  Нейштадт А. И. О затягивании потери устойчивости при динамических бифуркациях. I // Дифференциальные уравнения : журнал. — 1987. — Т. 23, № 12. — С. 2060–2067.
2. ↑  Neishtadt A. On stability loss delay for dynamical bifurcations (англ.) // Discrete and continuous dynamical systems, Series S : журнал. — 2009. — Vol. 2, no. 4. — P. 897–909.
3. ↑  Erneux T., Mandel P. Imperfect bifurcation with a slowly-varying control parameter (англ.) // SIAM Journal on Applied Mathematics : журнал. — 1986. — Vol. 46, no. 11. — P. 1–15.
4. 1 2  Benoît E., Callot J. L., Diener F., Diener М. Chasse au canard (фр.) // Collect. Math. : журнал. — 1981. — Vol. 31, no 1–3. — P. 37–119.
5. 1 2  Картье П. Сингулярные возмущения обыкновенных дифференциальных уравнений и нестандартный анализ // УМН : журнал. — 1984. — Т. 39, № 2. — С. 57–76.
6. 1 2  Звонкин А. К., Шубин М. А. Нестандартный анализ и сингулярные возмущения обыкновенных дифференциальных уравнений // УМН : журнал. — 1984. — Т. 39, № 2. — С. 77–127.
7. ↑  Deco G, Jirsa VK. Ongoing cortical activity at rest: criticality, multistability, and ghost attractors. (англ.) // J Neurosci : журнал. — 2012. — Vol. 32, no. 10. — P. 3366–75. — doi:10.1523/JNEUROSCI.2523-11.2012. Архивировано 9 мая 2020 года.
8. 1 2 3 4  Фейгин М. И. Проявление эффектов бифуркационной памяти в поведении динамической системы // Соросовский образовательный журнал : журнал. — 2001. — Т. 7, № 3. — С. 121–127. Архивировано из оригинала 30 ноября 2007 года.
9. 1 2 3 4 5  Feigin, M. & Kagan, M. Emergencies as a manifestation of effect of bifurcation memory in controlled unstable systems (англ.) // International Journal of Bifurcation and Chaos : журнал. — 2004. — Vol. 14, no. 7. — P. 2439–2447. — ISSN 0218-1274. — doi:10.1142/S0218127404010746.
10. ↑  Тихонов А. Н. О зависимости решений дифференциальных уравнений от малого параметра // Математический сборник : журнал. — 1948. — Т. 22, № 2. — С. 193–204.
11. ↑  Тихонов А. Н. Системы дифференциальных уравнений, содержащих малые параметры при производных // Математический сборник : журнал. — 1952. — Т. 31, № 3. — С. 575–586.
12. 1 2 3  Атауллаханов Ф. И., Лобанова Е С, Морозова О. Л., Шноль Э. Э., Ермакова Е. А., Бутылин А. А., Заикин А. Н. Сложные режимы распространения возбуждения и самоорганизация в модели свертывания крови // УФН : журнал. — 2007. — Т. 177, № 1. — С. 87–104. — ISSN 0042-1294. — doi:10.3367/UFNr.0177.200701d.0087. Архивировано 11 июня 2016 года.
13. 1 2  Фейгин М. И. [http://www.vntr.ru/ftpgetfile.php?id=133 О двукратных проявлениях эффекта бифуркационной памяти
 в динамических системах] // Вестник научно-технического развития : журнал. — 2008. — Т. 3, № 7. — С. 21–25. — ISSN 2070-6847. Архивировано 4 марта 2016 года.
14. ↑  Голодова Е. С., Щепакина Е. А. Оценка затягивания потери устойчивости в дифференциальных системах с траекториями-утками // Вестн. СамГУ. Естественнонаучн. сер. : журнал. — 2013. — № 3. — С. 12–24. — ISSN 2541-7525.
15. ↑  Nishiura Y & Ueyama D. A skeleton structure of self-replicating dynamics (англ.) // Physica D : журнал. — 1999. — Vol. 130, no. 1–2. — P. 73–104. — ISSN 0167-2789. — doi:10.1016/S0167-2789(99)00010-X.
16. 1 2 3  Москаленко А. В., Тетуев Р. К., Махортых С. А. О состоянии исследований бифуркационных феноменов памяти и запаздывания // Препринты ИПМ им. М.В.Келдыша : журнал. — 2019. — № 109. — С. 1–44. — ISSN 2071-2901. — doi:10.20948/prepr-2019-109. Архивировано 3 декабря 2020 года.
17. ↑  Шишкова М. А. Рассмотрение одной системы дифференциальных уравнений с малым параметром при высших производных // ДАН : журнал. — 1973. — Т. 209, № 3. — С. 576–579.
18. ↑  Mandel P., Erneux T. The slow passage through a steady bifurcation: delay and memory effects (англ.) // J. Statist. Phys. : журнал. — 1987. — Vol. 48. — P. 1059–1070.
19. ↑  Baer S. M.Erneux T., Rinzel J. The slow passage through a Hopf bifurcation: Delay, memory effects and resonance (англ.) // SIAM Journal on Applied Mathematics : журнал. — 1989. — Vol. 49, no. 1. — P. 55–71. Архивировано 9 мая 2021 года.
20. ↑  Нейштадт А. И. Асимптотическое исследование потери устойчивости равновесия при медленном прохождении пары собственных чисел через мнимую ось // Успехи матем. наук : журнал. — 1985. — Т. 40, № 5. — С. 190–191.
21. ↑  Нейштадт А. И. О затягивании потери устойчивости при динамических бифуркациях. II // Дифференциальные уравнения : журнал. — 1988. — Т. 24, № 2. — С. 226–233.
22. ↑  FitzHugh R. Impulses and physiological states in theoretical models of nerve membrane (англ.) // Biophys. J. : журнал. — 1961. — Vol. 1. — P. 445–466.
23. ↑  Shchepakina E., Sobolev V. Integral manifolds, canards and black swans (англ.) // Nonlinear Analysis. : журнал. — 2001. — Vol. 44, no. 7. — P. 897–908. — ISSN 0362-546X. — doi:10.1016/S0362-546X(99)00312-0.
24. ↑  Shchepakina E. Black swans and canards in self-ignition problem (англ.) // Nonlinear Analysis: Real World Application : журнал. — 2003. — No. 4. — P. 45–50. — ISSN 1468-1218. — doi:10.1016/S1468-1218(02)00012-3.
25. ↑  Shchepakina E. Black swans and canards in two predator – one prey model (англ.) // Math. Model. Nat. Phenom. : журнал. — 2019. — Vol. 14, no. 4. — P. 408. — ISSN 1760-6101. — doi:10.1051/mmnp/2019024.
26. ↑  Атауллаханов Ф. И., Зарницына В. И., Кондратович А.Ю., Лобанова Е. С., Сарбаш В. И. Особый класс автоволн - автоволны с остановкой - определяет пространственную динамику свертывания крови // УФН : журнал. — 2002. — Т. 172, № 6. — С. 671–690. — ISSN 0042-1294. — doi:10.3367/UFNr.0172.200206c.0671. Архивировано 14 сентября 2013 года.
27. ↑  Елькин Ю. Е., Москаленко А. В., Стармер Ч. Ф. Спонтанная остановка дрейфа спиральной волны в однородной возбудимой среде // Математическая биология и биоинформатика : журнал. — 2007. — Т. 2, № 1. — С. 73–81. — ISSN 1994-6538. Архивировано 11 октября 2017 года.